# 江戸相撲天明4年11月場所
江戸相撲天明4年11月場所（えどすもうてんめい4ねん11がつばしょ）は、天明4年（1784年）11月に開催された江戸相撲（大相撲の前身）の本場所。興行場所は本所回向院。

## 幕内番付・星取表
| 東   | 東                  | 東               | 番付      | 西             | 西                  | 西   |
| 備考 | 成績                | 力士名           | 番付      | 力士名         | 成績                | 備考 |
| ---- | ------------------- | ---------------- | --------- | -------------- | ------------------- | ---- |
|      | 5勝2敗1分2無勝負    | 鷲ヶ濱音右エ門   | 大関      | 谷風梶之助     | 3勝7休              |      |
|      | 9勝1休              | 小野川喜三郎     | 関脇      | 黒岩川右エ門   | 3勝3敗1分1預2休     |      |
|      | 全休                | 風師山龍右エ門   | 小結      | 宮城野錦之助   | 4勝1敗1分1無勝負3休 |      |
|      | 3勝2分1預4休        | 渦ヶ渕勘太夫     | 前頭筆頭  | 稲川政右エ門   | 2勝2敗2分1無勝負3休 |      |
|      | 4勝1敗2無勝負3休    | 苫ヶ嶋浦右エ門   | 前頭2枚目 | 外ヶ濱浪右エ門 | 全休                |      |
|      | 3勝1敗3分1無勝負2休 | 筆ノ海金右エ門   | 前頭3枚目 | 高崎市十郎     | 全休                |      |
|      | 5勝1敗1分2無勝負1休 | 八ツヶ峰住右エ門 | 前頭4枚目 | 沖津風磯右エ門 | 4勝3敗1無勝負2休    |      |
|      | 5勝2敗2無勝負1休    | 鉄ヶ嶋磯右エ門   | 前頭5枚目 | 三國山平太夫   | 全休                |      |

## 備考
- この時代の江戸相撲においては優勝力士という概念は存在していないが、後に定められた優勝制度を遡って準用することができる。本場所においては、小野川が優勝相当となる。